# Slag bij Carthago (698)

Islamitische veroveringen (groen)

De Slag bij Carthago vond plaats in 698 en was een onderdeel van de Byzantijns-Arabische oorlogen. Na de slag was Carthago in handen van de Omajjaden.

## Achtergrond
Carthago was de hoofdstad van het Byzantijnse exarchaat van Afrika, ook wel het Exarchaat van Carthago genoemd. In 692 eindigde de Tweede Fitna (Arabische burgeroorlog) en in 695 werd keizer Justinianus II afgezet. Kalief Abd al-Malik vond de tijd rijp om de islamitische veroveringen verder te zetten; hij stelde Hassān ibn an-Nuʿmān aan als gouverneur van Ifriqiya, met als opdracht Carthago te veroveren. Relatief gemakkelijk veroverde hij de stad in 697.
De nieuwe Byzantijnse keizer Leontios II stuurde de generaals Johannes de patriciër en Apsimaros, die de stad heroverden.

## Slag
In het voorjaar van 698 waren beide partijen paraat om tot ter dood te vechten voor de stad. Hassan ibn an-Nuʿmān slaagde erin de stad af te sluiten van de bevoorrading van schepen en ten slotte Carthago stormenderhand in te nemen. Onenigheid onder de Byzantijnen zorgde uiteindelijk voor de capitulatie. Johannes de patriciër sneuvelde tijdens het beleg, Apsimaros kon de stad ontvluchten.

## Vervolg
Hassan vernietigde de stad en liet verderop een nieuwe stad bouwen, Tunis. Hij zette zijn opmars verder en had te kampen met een grote tegenstand van de Berbers onder leiding van Kahina.
Apsimaros keerde naar Constantinopel terug, zette keizer Leontios af en kroonde zichzelf als Tiberius III. Het verlies van Carthago betekende ook het einde van het exarchaat van Afrika.